# Bringing It All Back Home
Bringing It All Back Home (укр. «Повертаючи все це додому») — п'ятий студійний альбом американського автора-виконавця пісень Боба Ділана, презентований 22 березня 1965 року на лейблі Columbia Records. Перший альбом із так званої «великої рок-трилогії Боба Ділана»

## Про альбом
Альбом розділено на електричну та акустичну сторони. На першій (електричній) стороні оригінального LP Ділан виконує пісні у супроводі рок-гурту — крок, який ще більше відділив його від фолк-музичної спільноти. На акустичній стороні альбому він відійшов під протестних пісень, із якими його часто пов'язували (таких як «Blowin' in the Wind» чи «A Hard Rain's a-Gonna Fall»), оскільки його лірика продовжила свою тенденцію від абстрактного до особистого.
Альбом досягнув 6-ї позиції в чарті журналу Billboard — перше потрапляння альбомів Ділана в десятку у США.

## Список композицій
Всі пісні написані Бобом Діланом
| Перша сторона | Перша сторона                 | Перша сторона |
| #             | Назва                         | Тривалість    |
| ------------- | ----------------------------- | ------------- |
| 1.            | «Subterranean Homesick Blues» | 2:21          |
| 2.            | «She Belongs to Me»           | 2:47          |
| 3.            | «Maggie's Farm»               | 3:54          |
| 4.            | «Love Minus Zero/No Limit»    | 2:51          |
| 5.            | «Outlaw Blues»                | 3:05          |
| 6.            | «On the Road Again»           | 2:35          |
| 7.            | «Bob Dylan's 115th Dream»     | 6:30          |

| Друга сторона | Друга сторона                          | Друга сторона |
| #             | Назва                                  | Тривалість    |
| ------------- | -------------------------------------- | ------------- |
| 1.            | «Mr. Tambourine Man»                   | 5:30          |
| 2.            | «Gates of Eden»                        | 5:40          |
| 3.            | «It's Alright, Ma (I'm Only Bleeding)» | 7:29          |
| 4.            | «It's All Over Now, Baby Blue»         | 4:12          |

## Чарти

### Альбом
| Чарт (1965)      | Найвища позиція |
| ---------------- | --------------- |
| UK Albums Chart  | 1               |
| US Billboard 200 | 6               |

### Сингли
| Рік  | Сингл                         | Найвища позиція | Найвища позиція | Найвища позиція |
| Рік  | Сингл                         | US Main         | US Cont         | UK              |
| ---- | ----------------------------- | --------------- | --------------- | --------------- |
| 1965 | «Subterranean Homesick Blues» | 39              | 6               | 9               |
| 1965 | «Maggie's Farm»               | —               | —               | 22              |

## Учасники запису
- Боб Ділан — гітара, губна гармоніка, клавішні, вокал
- John P. Hammond — гітара
- John Sebastian — бас-гітара
- Kenny Rankin — гітара
- Bobby Gregg — ударні
- John Boone — бас-гітара
- Al Gorgoni — гітара
- Paul Griffin — клавішні
- Bruce Langhorne — гітара
- Bill Lee — бас-гітара
- Joseph Macho Jr. — бас-гітара
- Frank Owens — клавішні
- Tom Wilson — продюсер
- Daniel Kramer — фотограф